# Hotel Transylwania: Transformania
Hotel Transylwania: Transformania – amerykański film animowany 3D, wyprodukowany przez studio Columbia Pictures i Sony Pictures Animation na zlecenie wytwórni Amazon Studios. Oficjalna premiera miała miejsce 14 stycznia 2022 roku.

## Fabuła
Kiedy tajemniczy wynalazek Van Helsinga wariuje, Drakula i jego potworni przyjaciele zostają zamienieni w ludzi, a Johnny staje się potworem. Pozbawiony swoich wampirzych mocy Drac musi połączyć siły z kochającym życie potwora Johnnym, aby zdobyć antidotum zanim będzie za późno.

## Obsada
- Andy Samberg jako Jonathan
- Selena Gomez jako Mavis
- Kathryn Hahn jako Ericka
- Jim Gaffigan jako Abraham Van Helsing
- Steve Buscemi jako Wayne
- Molly Shannon jako Wanda
- David Spade jako Griffin
- Keegan-Michael Key jako Murray
- Brian Hull jako Drakula
- Fran Drescher jako Eunice
- Brad Abrell jako Frank
- Asher Blinkoff jako Dennis
- Zoe Berri jako Winnie
- Asher Bishop jako Wesley
- Jennifer Kluska jako Wendy
- Victoria Gomez jako Młoda Mavis, Wilma
- Chloé Malaisé jako Prezenterka wiadomości
- Scott Underwood jako Prezenter wiadomości